# Бой в Химагуаю
Бой в Химагуаю (исп. Batalla de Jimaguayú) ― одно из сражений Десятилетней войны (1868—1878) между кубинскими повстанцами под командованием генерал-майора Игнасио Аграмонте, который намеревался вторгнуться в западную Кубу, и испанскими войсками. Бой проходил 11 мая 1873 года в районе современного города Химагуаю, провинция Камагуэй.
Кубинская Освободительная армия в 1873 году готовила вторжение на запад острова. Командующим, выбранным для руководства экспедиционными войсками, был генерал-майор Игнасио Аграмонте. Под его командованием были объединены отряды провинций Камагуэй и Лас-Вильяс. В мае 1873 года эти силы, насчитывавшие более 500 человек, готовясь к вторжению, расположилась лагерем на пастбищах Химагуаю.
11 мая 1873 года сильный испанский отряд численностью более 900 человек, включая артиллерию, используя в качестве укрытия очень высокую траву, застал врасплох силы Аграмонте. Разгорелся стрелковый бой. Генерал Аграмонте быстро приказал пехоте приказал укрыться в зарослях на южной и западной границах пастбища, на краю горы, чтобы оттуда вести огонь по противнику, а кубинской кавалерии атаковать силы испанцев. Кавалерийская атака под командованием подполковника Генри Рива не удалась ― кубинцы были отбиты и оказались в трудном положении.
Услышав о неудаче кавалерии, Аграмонте сел на коня и атаковал со своим эскортом с юга на север на правый фланг испанцев. В разгар перестрелки эскорт рассеялся, а Аграмонте был смертельно ранен в висок и упал с лошади. Его тело так и не было обнаружено повстанцами, которые поспешно отступили.
Кубинские потери, помимо потери Аграмонте, составили 4 убитых и 19 раненых. Потери испанцев составили 6 человек убитыми, 29 ранеными и контуженными.
Испанцам удалось найти труп Аграмонте и отвезти его верхом на лошади в Пуэрто-Принсипе, родной город генерала, расположенный в нескольких километрах от Химагуаю. По одной из версий, труп был полностью кремирован, а прах развеян по ветру; по другой, труп был кремирован частично, а обгоревшие останки были захоронены в общей могиле в неизвестном до сих пор месте.